# Hero of Sparta
Hero of Sparta est un jeu d'action-aventure hack-and-slash développé par le studio espagnol Gameloft Iberica et édité par Gameloft ; il a été publié pour les téléphones mobiles basés sur Java ME, Android, iOS, Nintendo DS et PlayStation Portable en 2008. Une version haute définition (HD) a également été publiée pour certains appareils Android et Symbian et iOS. Les deux versions ont été supprimées du Google Play Store ; le jeu n'est désormais disponible que pour les appareils Android via le site officiel de Gameloft. Le jeu suit un scénario se déroulant dans la Grèce antique, dans lequel le joueur contrôle le protagoniste à travers plusieurs paysages tout en combattant des bêtes mythiques. Ce jeu a été moyennement bien accueilli par la critique, et sa version 2D a été réédité à la fin des années 2010 dans deux compilations de jeux Gameloft Java: Gameloft Classics: Action et Gameloft Classics: 20 Years.

## Gameplay
Le jeu se compose de huit niveaux (treize dans la version Java et cinq dans la version DS) dans lesquels le joueur contrôle un roi spartiate combattant divers bêtes mythiques. Au départ équipé sommairement, le joueur est récompensé au cours de sa progression de divers équipements : des chaînes d'Andromède, le bouclier de Medusa, l'épée de Chronos, etc. Le joueur peut collecter des orbes de couleurs différentes en battant des ennemis, chaque couleur correspondant à un effet différent. Les orbes verts restaurent la santé, les bleus restaurent l'énergie magique et les orbes rouges accordent des points d'expérience qui peuvent être utilisés pour améliorer les dégâts et les pouvoirs spéciaux des armes trouvées tout au long du jeu. Dans certaines versions du jeu, la mise à niveau des armes à leurs capacités maximales les amènera à prendre une forme «ultime». 
Le jeu propose des événements en temps réel appelés « focus kills » qui se produisent lorsque certains ennemis sont presque vaincus. Le joueur est alors invité à saisir une série de commandes (ou à toucher l'écran) pour donner un coup de grâce à l'ennemi. Une exécution réussie rapporte davantage d'orbes. Dans certains cas, le joueur doit effectuer des attaques ciblées pour vaincre les boss.

## Suite
Une suite Hero of Sparta II (en) est sortie le 29 juillet 2010 pour Android et iOS; il suit après son retour à Sparte.